# Anaulacorthum zhangjiajiensis
Anaulacorthum zhangjiajiensis är en insektsart. Anaulacorthum zhangjiajiensis ingår i släktet Anaulacorthum och familjen långrörsbladlöss. Inga underarter finns listade i Catalogue of Life.